# Parachanna
Parachanna is een geslacht van straalvinnige vissen uit de familie van de slangenkopvissen (Channidae).

## Soorten
- Parachanna africana (Steindachner, 1879)
- Parachanna insignis (Sauvage, 1884)
- Parachanna obscura (Günther, 1861)